# Roberto Pereyra
Roberto Maximiliano Pereyra (San Miguel de Tucumán, Tucumán, Argentina 7 de gener de 1991) és un futbolista argentí. Juga de migcampista o mitjapunta a l'Udinese Calcio de la Serie A.